# Saint-Martin-des-Tilleuls
Saint-Martin-des-Tilleuls település Franciaországban, Vendée megyében. Lakosainak száma 1144 fő (2022. január 1.). Saint-Martin-des-Tilleuls La Gaubretière, Les Landes-Genusson, Saint-Aubin-des-Ormeaux, Tiffauges és Chanverrie községekkel határos.

## Népesség
A település népessége az elmúlt években az alábbi módon változott:
| Lakosok száma | 1010 | 1052 | 1087 | 1069 | 1075 | 1082 | 1095 | 1120 | 1144 |
|               | 2013 | 2015 | 2016 | 2017 | 2018 | 2019 | 2020 | 2021 | 2022 |